# حزب کبود
حزب کبود (که به نام حزب نازی ایران نیز گفته می‌شد) یک حزب فاشیست در ایران بود که گرایش‌های آلمان‌دوستانه و نازی داشت.
این حزب در سال ۱۳۳۲ شمسی منحل شد.